# Sojusz Północny

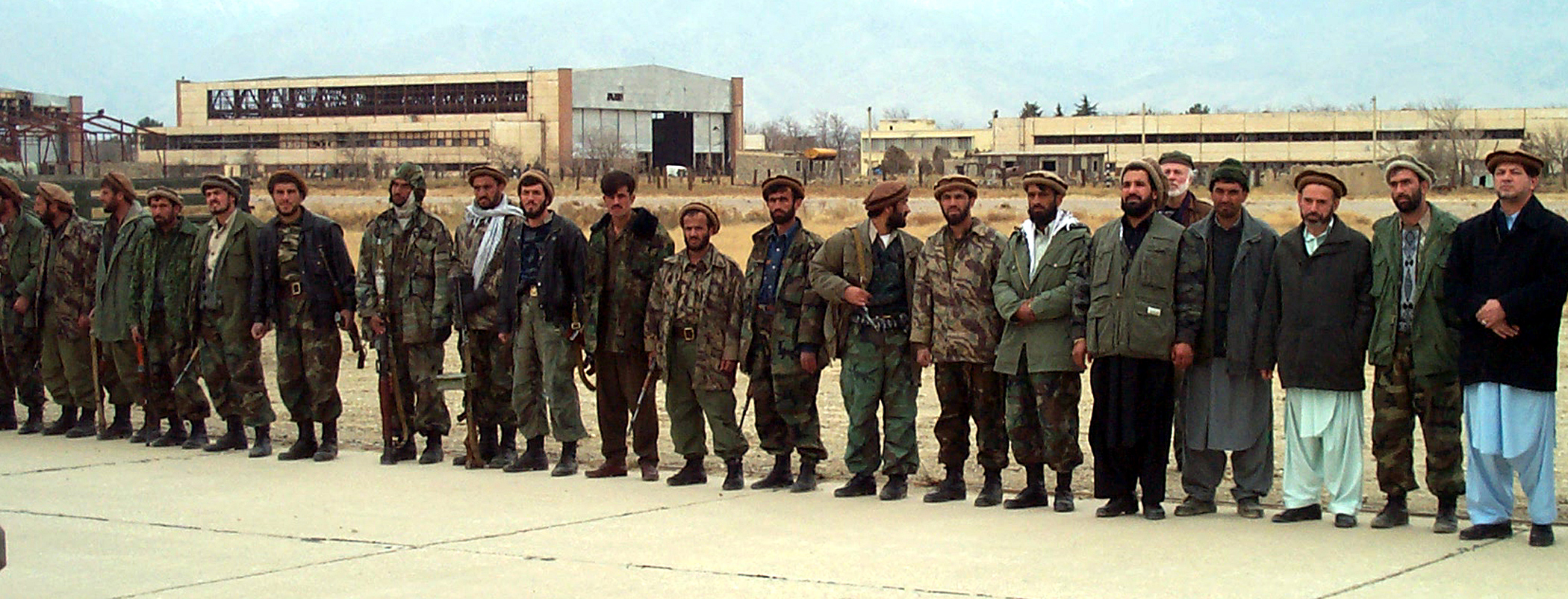
Żołnierze Sojuszu Północnego na pasie startowym w bazie lotniczej Bagram

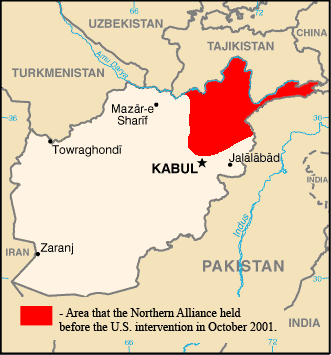
Tereny kontrolowane przez Sojusz na krótko przed październikiem 2001

Sojusz Północny – militarno-polityczny sojusz różnych ugrupowań afgańskich, przez lata walczący z talibami o kontrolę nad krajem.
Pierwszy raz Sojusz Północny został zawiązany w marcu 1992 w Mazar-i Szarif. W jego skład wchodziły głównie ugrupowania afgańskich Tadżyków i Uzbeków. Celem Sojuszu było obalenie postkomunistycznego prezydenta Mohammada Nadżibullaha i zmniejszenie politycznej dominacji Pasztunów. Oba cele zostały osiągnięte jeszcze w tym samym roku – prezydentem został Tadżyk Burhanuddin Rabbani. Wkrótce potem pierwszy Sojusz się rozpadł.
Po raz drugi Sojusz zawiązano w 1996 r., po zdobyciu Kabulu przez talibów. Skłócone dotychczas ugrupowania ponownie się zjednoczyły, a na czele Sojuszu (pełna ang. nazwa – United Islamic Front for the Salvation of Afghanistan) stanął Rabbani, nadal będący formalnie prezydentem Afganistanu. Dowództwo nad wojskami Sojuszu objął Ahmad Szah Masud. W walce z talibami żołnierzy Sojuszu wspierali głównie Irańczycy oraz Rosjanie.
Sytuacja w Afganistanie diametralnie zmieniła się po ataku na World Trade Center. Dwa dni wcześniej, 9 września 2001, w zamachu zginął Masud. Stany Zjednoczone prawie natychmiast po 11 września zażądały od talibów wydania Osamy bin Ladena. Ci odrzucili amerykańskie żądanie, więc w październiku wojska USA rozpoczęły ataki (głównie lotnicze) na ich oddziały. W myśl planów wojennych Pentagonu Sojusz stał się cennym sprzymierzeńcem. Jego wojska, korzystając z zagranicznej pomocy – teraz także amerykańskiej, zaatakowały talibów. Do stycznia 2002 siły talibów i Al Kaidy bin Ladena zostały pobite, a ich opór sprowadzony został do walki partyzanckiej.
Po wojnie władzę w Afganistanie objął Pasztun Hamid Karzaj (wybrany na prezydenta w czerwcu 2002), a przedstawiciele Sojuszu weszli w skład jego rządu.